# 2,6-Dibrompyridin-N-oxid
2,6-Dibrompyridin-N-oxid ist ein Derivat des Pyridins, welches vorrangig als Zwischenprodukt in der Heteroaromatenchemie vorgefunden wird. 

## Darstellung
2,6-Dibrompyridin-N-oxid kann aus 2,6-Dibrompyridin durch Oxidation mittels Wasserstoffperoxid in Trifluoressigsäure gewonnen werden.

## Eigenschaften
Durch die Oxidation am pyridinischen Stickstoffatom wird die Elektronik im Ring verändert, womit eine Umkehr der Reaktivität einhergeht. Durch Betrachtung der mesomeren Grenzstrukturen wird ersichtlich, dass im 2,6-Dibrompyridin in den Positionen 2, 4 und 6 positive Polarisierung herrscht und am Stickstoffatom negative Polarisierung. Hingegen im N-oxidierten Derivat ist die Polarisierung genau umgekehrt; es herrscht positive Polarisierung am Stickstoffatom und negative Polarisierung in den Positionen 2, 4 und 6. Entgegen der Intuition, dass durch die hohe Elektronegativität des Sauerstoffs eine elektrophile, aromatische Substitution durch die Oxidation des 2,6-Dibrompyridins erschwert würde, wird sie aus diesem Grund tatsächlich erleichtert. So ist etwa die Nitrierung in 4-Position mittels Nitriersäure zum 2,6-Dibrom-4-nitropyridin-N-oxid möglich.

Mesomere Grenzstrukturen von 2,6-Dibrompyridin-N-oxid

## Ausblick
Evans berichtete vom Misslingen dieser Oxidation bei Einsatz herkömmlicher Oxidationsmittel wie Perbenzoesäure oder Peressigsäure, wenngleich diese beim unsubstituierten Pyridin erfolgreich angewendet wurden. Es liegt jedoch kein Bericht über die Verwendung einer Mischung aus Essigsäure und katalytischen Mengen Trifluoressigsäure vor, was sich zukünftig möglicherweise als wirtschaftlicher herausstellen könnte, da Essigsäure besser verfügbar und weniger gefährlich als Trifluoressigsäure ist. Es wäre hierzu eine Konkurrenzreaktion dieses Gemisches mit Wasserstoffperoxid durchzuführen. Sollte überwiegend die Peroxytrifluoressigsäure gebildet werden, müsste auch so eine Oxidation des 2,6-Dibrompyridins möglich sein.